# Разборский, Александр Андреевич
Александр Андреевич Разборский (укр. Олександр Андрійович Разборський; 25 марта 1930, Майдан, Винницкий район — 27 марта 2005, Нововолынск, Волынская область) — советский шахтёр, Герой Социалистического Труда (1966).

## Биография
Родился 25 марта 1930 года в селе Майдан Винницкого района (ныне в Винницкой области).
Трудовую деятельность начал в 1945 году. С 1954 года работал на строительстве шахт Львовско-Волынского бассейна бригадиром проходчиков шахтстройуправления. Бригада Разборского не раз устанавливала всесоюзные рекорды проходки горных выработок.
В 1959—1973 годах — бригадир проходчиков, бригадир горно-рабочих очистного забоя; в 1973—1980 годах — электрослесарь шахты № 8 «Нововолынская». С 1980 года — персональный пенсионер.
Делегат XXII и XXIII съездов КПСС, XXI, XXII и XXIV съездов Компартии Украины. Депутат Верховного Совета СССР 6—8-го созывов.
Жил в городе Нововолынск Волынской области. Умер 27 марта 2005 года.

## Награды
- Медаль «Серп и Молот» (1966)
- Орден Ленина (1966)
- Орден Октябрьской Революции.